# Leonardo Dellaporta
Leonardo Dellaporta (en grec moderne : Λεονάρδος Ντελλαπόρτας) est un écrivain grec, né vers 1330 à Héraklion en Crète, mort en 1419 ou 1420.

## Biographie
Leonardo Dellaporta descend d'une famille italienne hellénisée. Né en Crète, il devient commerçant, séjourne à Venise de 1351 à 1360, puis de nouveau en Crète de 1360 à 1369. Il est au service de Venise de 1369 à 1387, avocat en Crète de 1390 à 1402.
Leonardo Dellaporta a rempli diverses missions diplomatiques pour le compte de Venise entre 1385 et 1403. C'est en 1403 que survient un événement (une union illégitime) qui lui vaut un séjour en prison jusqu'en 1411. De 1411 à 1419-1420 enfin il dirige un asile d'invalides.

## Œuvre
C'est durant son emprisonnement que Leonardo Dellaporta devient écrivain puisque tous ses poèmes sont écrits durant cette période : à un Dialogue du poète avec la Vérité, son poème le plus long avec 3166 vers, s'ajoutent De la rétribution finale, examen de conscience du pécheur Leonardo Dellaporta, Des souffrances du Christ, poème qui est une Passion, et des hymnes intitulés Prières d'intercession au Christ et à la Vierge. Tous sont écrits en vers politiques. Le Dialogue est le poème le plus original des quatre,.

### Édition
- (el) M. I. Manousakas (éd.), Λεονάρδου Ντελλαπόρτα ποιήματα (1403/1411), Ακαδημία Αθηνών, Athènes, 1995. ([Compte-rendu] dans la Revue des études byzantines, vol. 55, no 55, 1997.)